# Miltiadīs Evert
Miltiadīs Evert (Μιλτιάδης Έβερτ) (Atene, 12 maggio 1939 – Atene, 9 febbraio 2011) è stato un politico greco, Ministro delle Finanze della Repubblica Ellenica dal 1980 al 1981, sindaco di Atene dal 1987 al 1989 e di presidente del partito Nuova Democrazia dal 1993 al 1997.

## Carriera
Miltiadīs Evert si laureò in scienze economiche all'Università di Atene. Prima di entrare in politica ha ricoperto cariche di direttore amministrativo in molte industrie greche.
È stato consigliere finanziario della Emporiki Trapeza (Banca Commerciale) e direttore amministrativo dei cantieri navali di Elefsina.
Durante il regime militare seguito al colpo di Stato del 21 aprile 1967, gli fu vietato l'espatrio.

## Carriera politica
È stato membro fondatore del partito Nuova Democrazia nelle cui file fu eletto deputato al parlamento nel 1974. Due anni più tardi assunse il dicastero dell'Economia. Fu sindaco di Atene dal 1º gennaio 1987 al 3 maggio 1989 dopo di che si dimise per poter partecipare alle elezioni legislative.
Come sindaco di Atene creò la stazione radio comunale Athina 9,84.
Il 26 ottobre 1991 si dimise dalla carica di segretario della presidenza del consiglio per divergenze con Costantino Mitsotakis su temi di politica economica.
In seguito alla sconfitta di Nuova Democrazia alle elezioni del 3 novembre 1993, il congresso del partito lo elesse presidente del partito, carica che mantenne fino al 21 marzo 1997.
Da decenni appare come membro della fondazione che presiede alla pubblicazione del quotidiano Eleftheros Typos, che nel 2007 è divenuto proprietà di Gianna Angelopoulos, sua stretta amica fin dai tempi in cui Miltiadīs Evert ricopriva la carica di sindaco di Atene e la Angelopoulos quella di consigliere comunale.

## Stato familiare
Miltiadīs Evert si è sposato con Lisa Vanderpul, fotografa. Dal matrimonio sono nate due figlie, una delle quali, Ileana, si è sposata con il banchiere e scrittore Petros Doukas che dal 2004 ricopre anche la carica di deputato al Parlamento greco nelle file del partito Nuova Democrazia.